# محمود سبليني
محمود محمد سبليني (15 يوليو 1993) هو لاعب كرة قدم لبناني يلعب كمهاجم لنادي شباب الساحل، بدأ مسيرته في نادي الأهلي صيدا عام 2011، ثم انتقل إلى نادي النجمة عام 2014 قبل أن ينتقل على سبيل الإعارة لمدة موسم إلى التضامن صور في عام 2017، حيث أنهى صدارة هدافي الدوري اللبناني الممتاز 2021–22 مع نادي النجمة، وانضم إلى نادي العهد عام 2022 وإلى شباب الساحل عام 2023، بعد أن مثل لبنان دولياً على مستوى الشباب، ظهر لأول مرة مع المنتخب اللبناني في عام 2014.

## مهنة النادي
بدأ مسيرته الكروية في نادي مسقط رأسه الأهلي صيدا خلال الدوري اللبناني الممتاز 2011-12، لعب 18 مباراة وسجل هدفًا واحدًا. على الرغم من حصوله على المركز الأخير وهبوطه إلى الدرجة الثانية اللبنانية، بقي سبليني في النادي لمدة موسمين آخرين. في 13 أغسطس 2014، انتقل إلى نادي النجمة، وسجل هدفًا في الدوري في ثماني مباريات، وفاز بكأس النخبة اللبناني وكأس السوبر. وفي الموسم التالي، في موسم 2015–16، سجل أربعة أهداف في الدوري في 17 مباراة، وساعد فريقه على الفوز بكأس الاتحاد اللبناني. وفي 9 أبريل 2016، تعرض لإصابة في الرباط الصليبي الأمامي، مما أدى إلى استبعاده عن غالبية موسم 2016–17. في أغسطس 2017، أنتقل على سبيل الإعارة لمدة موسم إلى نادي التضامن صور حيث سجل هدفًا واحدًا في 17 مباراة. وعند عودته إلى النجمة، تعرض لإصابة أخرى في الرباط الصليبي الأمامي في 23 مايو 2018، في مباراة كأس العرب للأندية 2018–19 ضد النادي الإفريقي التونسي. وتعافى بعد سبعة أشهر، في يناير/كانون الثاني 2019. سجل 10 أهداف في الدوري اللبناني الممتاز 2021–22، وحصل على صدارة هدافي الموسم مع فضل عنتر. ومع انتهاء عقده في الصيف، أكد رئيس العهد، تميم سليمان، في مايو 2022، أنه وقع معه في صفقة انتقال مجانية بعقد مدته ثلاث سنوات. وانضم سبليني رسميًا في 2 يونيو. وفي 8 مايو 2023، انتقل إلى شباب الساحل بعقد لمدة عامين.

## مهنة دولية
مثل لبنان دولياً للشباب في المستويات تحت 19 و23 عاماً، وقدم أول مباراة في مع منتخب لبنان في 14 أكتوبر 2014 في مباراك ودية ضد السعودية. سجل هدفه الأول في مباراته الثانية في 6 نوفمبر 2014 ضد الإمارات العربية المتحدة.

## الحياة الشخصية
في 15 فبراير 2021، تعرض سبليني وزميله في فريق النجمة محمد سالم لحادث مروري أثناء توجههما إلى التدريب، وعانوا فقط من كدمات قليلة.

## الإحصائيات

### دولية
| # | تاريخ         | مكان                                                             | الخصم                    | نتيجة | حصيلة | مسابقة | Ref.   |
| - | ------------- | ---------------------------------------------------------------- | ------------------------ | ----- | ----- | ------ | ------ |
| 1 | 6 نوفمبر 2014 | استاد الأمير عبدالله بن جلوي ، الهفوف ، المملكة العربية السعودية | الإمارات العربية المتحدة | 2-2   | 2-3   | ودية   | [ 11 ] |

## الإنجازات
النجمة
- كأس لبنان: 2015–16، 2021–22؛ الوصيف: 2020–21
- كأس النخبة اللبنانية: 2014، 2016، 2018، 2021
- كأس السوبر اللبناني: 2014، 2016؛ المركز الثاني: 2021

العهد
- الدوري اللبناني الممتاز: 2022–23
- كأس النخبة اللبنانية: 2022

فردي
- هداف الدوري اللبناني الممتاز: 2021–22.

## روابط خارجية
- محمود سبليني على موقع أف آي لبنان (FA Lebanon)
- محمود سبليني  على سكروي